# USS Wasatch (AGC-9)
USS Wasatch (AGC-9) – amerykański okręt dowodzenia typu Mount McKinley. Brał udział w działaniach II wojny światowej. Odznaczony trzema battle star.
Stępkę jednostki położono 7 sierpnia 1943 roku w stoczni North Carolina Shipbuilding Company na podstawie kontraktu podpisanego przez Maritime Commission (MC hull 1349) pod nazwą „Fleetwing”. Zwodowano go 8 października 1943 roku, matką chrzestną była pani Wilson. Został nabyty przez US Navy 31 grudnia 1943 roku w celu przebudowy na okręt dowodzenia siłami desantowymi, jednostkę sztabową i łącznościową. Otrzymał nazwę „Wasatch” i przebudowano go w Norfolk Naval Shipyard. Wszedł tam do służby 20 maja 1944 roku.
W czasie II wojny światowej walczył na Pacyfiku. Brał udział w lądowaniu w Morotai (15 września 1944 roku), w Leyte (19 - 29 października 1944 roku) oraz operacjach w rejonie Borneo (Balikpapan - 26 czerwca do 6 lipca 1945 roku).  
Został wycofany ze służby w San Diego 30 sierpnia 1946 roku. Umieszczono go w rezerwie w kwietniu 1947 roku. Skreślony z listy jednostek floty 1 stycznia 1960 roku. Przekazany Maritime Administration i sprzedany na złom firmie National Metal and Steel Corporation z Terminal Island (Kalifornia).